# Riverview (Wisconsin)
Pour les articles homonymes, voir Riverview.
Riverview est une ville du comté d'Oconto dans le Wisconsin.
Sa population était de 829 habitants en 2000.